# Syntretus trigonaphagus
Syntretus trigonaphagus är en stekelart som beskrevs av Gloag, Shaw och Chris Burwell 2009. Syntretus trigonaphagus ingår i släktet Syntretus och familjen bracksteklar. Inga underarter finns listade i Catalogue of Life.